# 迪迪·特罗特
迪迪·特罗特（英語：Deedee Trotter，1982年12月8日—），生于加利福尼亚州二十九棕榈村，美国田径运动员。她曾参加2004年、2008年和2012年三届夏季奥运，共收获两枚金牌和一枚铜牌。

## 外部連結
- 迪迪·特罗特在的頁面